# Luis de Morales
Luis de Morales (Badajoz, Extremadura, 1509 - 1586) fou un pintor espanyol d'estil manierista. A causa de la fama que va gaudir en vida i a la predilecció per temes religiosos en les seves obres, va ser anomenat «El diví Morales». Va desenvolupar la seva activitat en un relatiu aïllament a Extremadura, si bé les seves obres es van distribuir per la península. En la seva pintura s'observa un allargament de les figures i l'ús de la tècnica de l'esfumat de Leonardo da Vinci, la qual cosa fa pensar en influències d'escoles pictòriques estrangeres. No obstant això, a causa del seu particular estil de representació la seva obra és fàcilment identificable.

## Obra
Luis de Morales, que va treballar a Extremadura i Portugal, va ser durant 50 anys un pintor molt prolífic que va assolir fama gràcies a les seves petites taules de temàtica religiosa. Amb una marcada vocació comercial, va adaptar a la clientela de l'època un producte artístic i devocional que enllaçava amb les tradicions flamenques de finals del segle xv i inicis del xvi, matisades per elements italianitzants. Aquestes imatges, senzilles en les seves composicions i molt properes alcreient, afegien a la seva gran eficàcia visual una indubtable càrrega emocional. Les creacions més representatives de Morales van conèixer una àmplia representació i èxit gràcies a l'existència d'un taller propi i a les repeticions elaborades per altres pintors i pels seus seguidors.

## Obres
Obres més importants 
- La Verge de l'Ocellet (1546), en l'església de San Agustí de Madrid.
- La Pietat (1560), en la Catedral de Badajoz.
- Sant Joan de Ribera (1564), en el Museu del Prado.
- Ecce Homo, en el Museu Nacional d'Art de Catalunya.
- La Pietat, en el Museu del Prado.
- Verge de la llet, en el Museu del Prado.
- Crist amb la Creu, Museu Nacional d'Art de Catalunya.[4]

També va realitzar retaules per a la parròquia de Barcarrota i Arroyo de la Luz.

## Exposicions destacades
- 2016- Divino Morales, Museu de Belles Arts de Bilbao, Madrid i Museu Nacional d'Art de Catalunya.